# 1901 en Irlande
Chronologie de l'Irlande
- 1897
- 1898
- 1899
- 1900
- 1901
- 1902
- 1903
- 1904
- 1905

## Événements
- 1er janvier : les forces britanniques d'occupation en Irlande célèbrent l'Acte d'Union.
- 3 janvier : malgré quelques oppositions la municipalité de Drogheda accorde la citoyenneté d'honneur à Paul Kruger, leader boer.
- 22 janvier : la reine Victoria meurt à Londres. Les théâtres et la Poste centrale de Dublin baissent le rideau.
- 24 janvier : Édouard VII est proclamé roi d'Irlande lors d'une cérémonie officielle au château de Dublin.
- 2 février : les banques, théâtres et de nombreux lieux accueillant du public sont fermés pour les funérailles de la reine Victoria.
- 19 février : le speaker de la Chambre des communes du Royaume-Uni empêche le député nationaliste Thomas O'Donnell d'y prendre la parole en irlandais.
- 31 mars : le recensement de l'Irlande a lieu. L'île compte 4,5 millions d'habitants. Les catholiques sont presque trois fois plus nombreux que les anglicans et les presbytériens.[réf. nécessaire]
- 16 juin : ouverture de la cathédrale catholique Saint-Adomnan de Letterkenny.
- 11 juillet : le paquebot Celtic est lancé aux chantiers Harland and Wolff à Dublin. Il est alors l'un des plus grands paquebots du monde, et relie Liverpool et New York.
- le restaurant français Jammet ouvre ses portes à Dublin.
- La Barry's Tea nait à Cork.
- Les premiers Roches Stores ouvrent leurs portes.

## Arts et littérature
- 21 octobre : première de la pièce Casadh an tSúgáin de Douglas Hyde, donnée au Gaiety Theatre de Dublin par l'Amateur Dramatic Society for the Irish Literary Theatre (liée à la Ligue gaélique). La pièce est notamment interprétée par l'auteur et par Máire Ní Chinnéide, et est mise en scène par William Fay et George Moore[1].
- Cormac Ó Conaill, de Patrick S. Dinneen, devient le premier roman publié intégralement en irlandais dans le format livre.
- George Moore publie son roman Sister Theresa.

## Sport

### Football
- International
- 23 février : Écosse 11–0 Irlande (à Glasgow)[2].
- 9 mars : Angleterre 3–0 Irlande (à Southampton)[2]
- 23 mars : Irlande 0–1 Pays de Galles (à Belfast)[2]

- Irish League
Vainqueur: Distillery

- Irish Cup
Vainqueur: Cliftonville 1–0 Freebooters

### Athlétisme
- 5 août : Peter O'Connor établit à Dublin le premier record du monde du saut en longueur homologué par l'IAAF avec une marque à 7,61 m[3]. Ce record tiendra pendant 20 ans, et restera celui d'Irlande pendant 89 ans.

## Naissances
- 15 février : Brendan Bracken, homme d'affaires et homme politique (mort en 1958).
- 2 mars : Mary Guiney, femme d'affaires (morte en 2004).
- 10 mai : John Desmond Bernal, physicien (mort en 1971).
- 18 juin : William Denis Johnston, dramaturge et journaliste (mort en 1984).
- 7 novembre : Norah McGuinness (en), artiste (morte en 1980).

## Décès
- 22 janvier : la Reine Victoria du Royaume-Uni de Grande-Bretagne et d'Irlande (née en 1819).
- 14 mars : Arthur Gore (5e comte d'Arran), pair et diplomate (né en 1839).
- 8 avril : Edward Ernest Bowen, footballeur et enseignant (né en 1836).
- 28 avril : James Stephens (en), nationaliste irlandais fondateur de l'Irish Republican Brotherhood (né en 1825).